# シェピー島

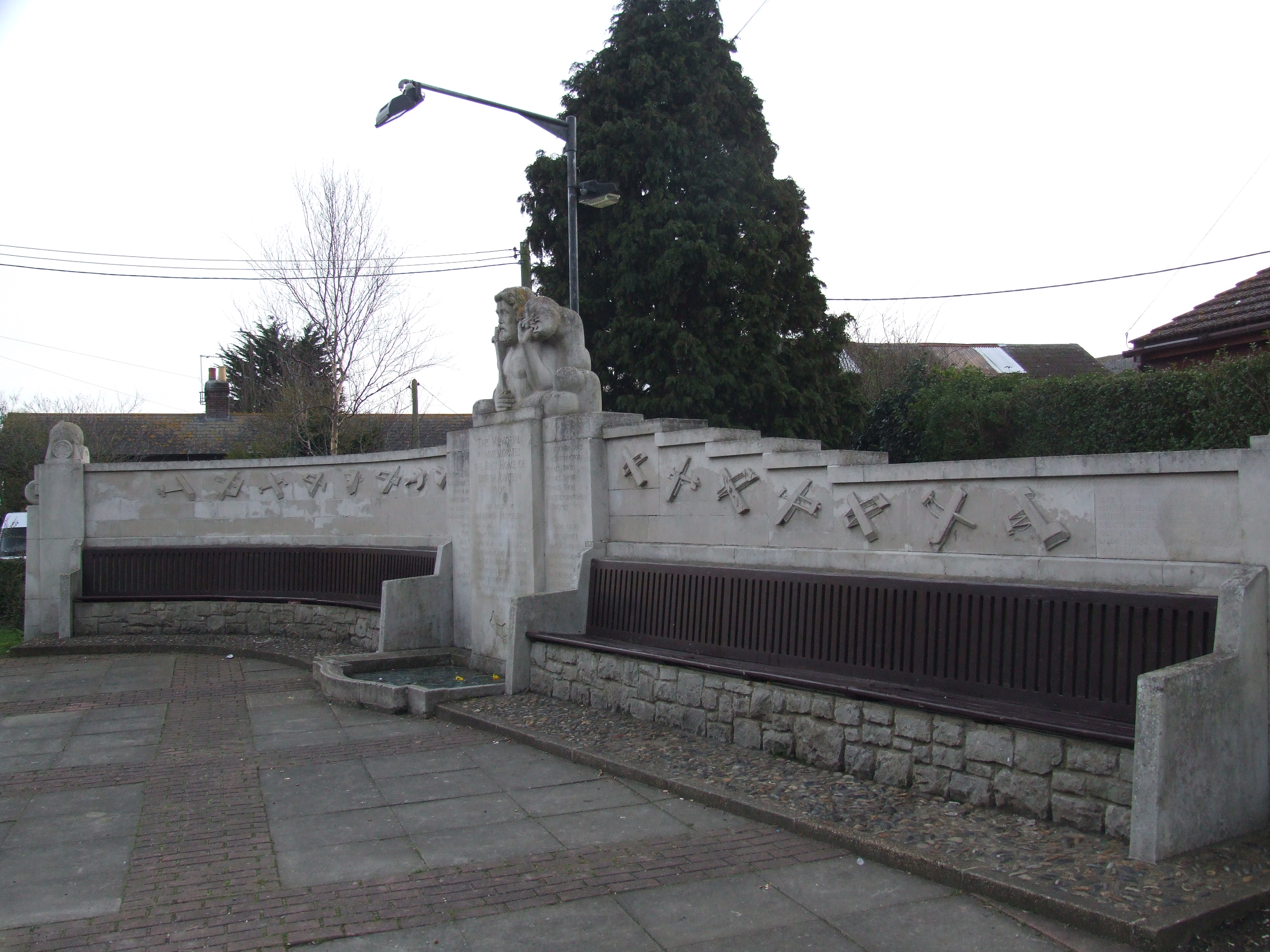
イーストチャーチの記念碑

シェピー島（Isle of Sheppey）は、イギリス、ケント州の北岸のテムズ川河口の島である。ロンドンの東、74kmほどの場所にある。面積は93km2である。スウェール地方自治区に属している。名前は古代サクソン語の"Sceapige"（「羊の島」）からきている。ロンドン・クレイからなる地質で、化石が多く出土する。

## イギリスの航空の歴史とシェピー島
1900年代のはじめにチャールズ・ロールズらが気球飛行を広めるためにロイヤル・エアロ・クラブを設立し、シェピー島に本部が設立された。クラブは気球から飛行機にも関心を持ち、1909年7月にショート・ブラザーズはライト式の飛行機を収容するためのに湿原の近くにシェルビーチ飛行場を作った。イギリス海軍航空の創設者となるフランク・マクリーン（Francis Kennedy McClean）が1909年に土地を買収し、より飛行場に適したイーストチャーチにクラブのための飛行場が作られた。イーストチャーチ飛行場はイギリスの飛行機の歴史に重要な役割を果たした。ショート兄弟がロンドン南西部のバタシー（Batterse）で航空機を組み立て、イーストチャーチ飛行場でテストが行われた。イギリスの航空のパイオニアたち、ジョン・ムーア＝ブラバゾンや、チャールズ・ロールズやセシル・グレースらが、この飛行場で飛行した。ブラバゾンは1909年10月30日、ショート兄弟の製作した飛行機で1マイルを越える周回飛行を行い、デイリー・メール新聞社の賞金を獲得した。1911年にはイーストチャーチ飛行場で飛行機の国際レース、ゴードン・ベネット・カップが開催され、アメリカ合衆国のパイロット、チャールズ・ウェイマンが優勝した。
イーストチャーチのオール・セインツ教会には、飛行機事故で死んだロールズとグレースを悼ぶ、ステンドグラスが飾られている。2009年7月にイーストチャーチで、航空の歴史100周年が祝賀された。